# 더킹 투하츠
《더킹 투하츠》(The King 2 Hearts)는 2012년 3월 21일부터 2012년 5월 24일까지 방송된 MBC의 수목 미니시리즈이다. 대한민국이 입헌군주제라는 가상 설정 아래, 북한 특수부대 교관 김항아(하지원)와 남한 왕제 이재하(이승기)가 세계 장교 대회 WOC(World Officer Championship)에서 만나게 되면서, 우여곡절 끝에 사랑에 빠지게 되고, 자신의 사랑과 가족을 위해 고군분투하며 결혼을 향해 달려가는 휴먼 멜로 블랙 코미디이다.
한편, 이 제목은 원래 제목('더 킹')에 두 가지 심장을 뜻하는 단어인 '투 하츠'를 붙여 협찬주였던 던킨 도너츠를 일부러 연상케 했다고 눈총을 받아와야 했다.
그리고 2019년 2월 18일 새로 개국한 MBC ON에서 다시 방송 중이다.

## 등장 인물

### 주요 인물
- 하지원 : 김항아 (북한 특수부대 교관) 역
- 이승기 : 이재하 (대한민국 왕제, 훗날 대한민국 제 4대 왕) 역
- 윤제문 : 김봉구/John Mayer (CLUB M 회장) 역
- 이윤지 : 이재신 (대한민국 공주) 역
- 조정석 : 은시경 (대한민국 왕실 근위 중대장) 역

### 왕실 사람들
- 미상 : 이태 (대한민국 초대 국왕; 재하 재강의 조부이자, 이명의 아버지, 9회 사진으로 등장)
- 최일화 : 이명 (대한민국 제 2대 국왕; 재하, 재강의 부, 방영선의 남편)
- 이성민 : 이재강 (대한민국 제 3대 국왕; 재하 형) 역
- 윤여정 : 방영선 (대한민국 왕대비)역
- 이순재 : 은규태 (대한민국 왕실 근위 중대장 은시경 아버지) 역
- 이연경 : 박현주 (대한민국 중전, 대한민국 제 3대 국왕 이재강 처)역
- 라미란 : 대한민국 왕실 궁중실장

### WOC남북팀원들,클럽M 관련인물
- 정만식 : 북한 조선 인민군 중위 리강석 역
- 권현상 : 대한민국 왕실 근위 부중대장, 대한민국 중위 염동하 역
- 최권 : 북한 조선 인민군 소위 권영배 역
- 사만다 데니얼 : 봉봉(클럽M 존마이어 부하) 역

### 북한 관련 인물
- 이도경 : 김남일(북한 특수부대 교관 김항아 아버지) 역
- 전국환 : 현명호(북한 최고 2인자이자 최고 권력자) 역
- 강승원 : 리상렬(북한 호위사령부 부총국장) 역
- 염동헌 : 박호철 역
- 이혜천 : 보도기자 역
- 오성태 : 현명호의 비서 역
- 김윤태 : 수석비서 역
- 성민수 : 공화국 의장 역
- 이종구 : 법무부 장관 역

### 그 외 인물
- 강덕중
- 하이석 : 중국 공안 역

## 일화
- 전작인 '해를 품은 달'의 김도훈 PD가 MBC 총파업에 참여하면서 해를 품은 달의 19회, 20회 방송이 미뤄져 불가피하게 '더킹 투하츠'의 첫 방송 또한 본래 예정된 날짜인 3월 14일이 아닌 3월 21일로 한 주 미뤄졌다.

## 수상
- 2012년 MBC 연기대상
  - 미니시리즈 부문 여자 우수상 : 이윤지
- 제6회 Mnet 20's Choice	20's Booming Star조정석

## 시청률
아래의 파란색 숫자는 '최저 시청률'이고, 빨간색 숫자는 '최고 시청률'입니다. 시청률조사회사와 지역별로 시청률에 차이가 있을 수 있습니다.
| 2012년      | 2012년      | 2012년         | 2012년       | 2012년         | 2012년       |
| 회차        | 방송일      | TNmS 시청률    | TNmS 시청률  | AGB 시청률     | AGB 시청률   |
| 회차        | 방송일      | 대한민국(전국) | 서울(수도권) | 대한민국(전국) | 서울(수도권) |
| ----------- | ----------- | -------------- | ------------ | -------------- | ------------ |
| 제1회       | 3월 21일    | 16.5%          | 19.3%        | 16.2%          | 18.8%        |
| 제2회       | 3월 22일    | 16.6%          | 19.3%        | 16.5%          | 18.3%        |
| 제3회       | 3월 28일    | 14.2%          | 16.2%        | 14.5%          | 17.1%        |
| 제4회       | 3월 29일    | 15.6%          | 17.9%        | 14.6%          | 17.4%        |
| 제5회       | 4월 4일     | 12.1%          | 14.1%        | 13.5%          | 15.8%        |
| 제6회       | 4월 5일     | 12.2%          | 14.7%        | 12.1%          | 14.3%        |
| 제7회       | 4월 12일    | 10.7%          | 13.1%        | 11.0%          | 12.6%        |
| 제8회       | 4월 12일    | 12.3%          | 14.8%        | 12.5%          | 14.4%        |
| 제9회       | 4월 18일    | 9.7%           | 11.2%        | 10.8%          | 12.6%        |
| 제10회      | 4월 19일    | 10.5%          | 12.3%        | 10.5%          | 11.9%        |
| 제11회      | 4월 25일    | 11.2%          | 13.7%        | 11.3%          | 12.9%        |
| 제12회      | 4월 26일    | 10.0%          | 11.8%        | 10.7%          | 12.5%        |
| 제13회      | 5월 2일     | 10.5%          | 13.3%        | 11.3%          | 13.3%        |
| 제14회      | 5월 3일     | 11.1%          | 14.2%        | 11.1%          | 13.0%        |
| 제15회      | 5월 9일     | 11.2%          | 13.3%        | 11.1%          | 12.5%        |
| 제16회      | 5월 10일    | 10.2%          | 12.6%        | 10.5%          | 11.9%        |
| 제17회      | 5월 16일    | 10.8%          | 14.0%        | 10.2%          | 11.7%        |
| 제18회      | 5월 17일    | 11.2%          | 14.2%        | 11.2%          | 13.0%        |
| 제19회      | 5월 23일    | 12.5%          | 15.9%        | 12.1%          | 13.9%        |
| 제20회      | 5월 24일    | 10.4%          | 13.6%        | 11.8%          | 14.3%        |
| 평균 시청률 | 평균 시청률 | 12.0%          | 14.5%        | 12.2%          | 14.1%        |

## 결방 사유 및 연속 방송
- 2012년 4월 11일 : 선택 2012 제19대 국회의원 선거 개표방송으로 인해 결방
- 2012년 4월 12일 : 밤 10시부터 2회 연속방송 (7회, 8회)

## 경쟁 프로그램
- 옥탑방 왕세자 (SBS TV)
- 적도의 남자 (KBS 2TV)

## OST

### Part.1
| #  | 제목                       | 작사   | 작곡   | 재생 시간 |
| -- | -------------------------- | ------ | ------ | --------- |
| 1. | 〈미치게 보고싶은〉 (태연) | 박종미 | 박해운 | 3:35      |

### Part.2
| #  | 제목                     | 작사   | 작곡           | 재생 시간 |
| -- | ------------------------ | ------ | -------------- | --------- |
| 1. | 〈사랑이 운다〉 (케이윌) | 박민정 | 이상준, 차길완 | 4:01      |

### Part.3
| #  | 제목                             | 작사   | 작곡   | 재생 시간 |
| -- | -------------------------------- | ------ | ------ | --------- |
| 1. | 〈처음 사랑〉 (이윤지)           | 허선경 | 이상준 | 4:08      |
| 2. | 〈말 못하죠〉 (제이민)           | 허선경 | 박강일 | 3:54      |
| 3. | 〈내 맘대로 살꺼야〉 (슈퍼 키드) | 박강일 | 박강일 | 3:10      |

### Part.4
| #  | 제목                                | 작사   | 작곡   | 재생 시간 |
| -- | ----------------------------------- | ------ | ------ | --------- |
| 1. | 〈오직 너만을〉 (현성 (보이프렌드)) | 김선미 | 박해운 | 4:21      |

## 같이 보기
- 입헌군주제
- 장교